# Тіху-Кескміне-Ярв
Тіху-Кескміне-Ярв (ест. Tihu Keskmine järv, інші назви ест. Tihu Väikejärv, Teine järv, Väikejärv) — озеро в Естонії, що розташоване на острові Хіюмаа, у волості Киргессааре. Входить до складу групи озер Тіху. Знаходиться приблизно в 350 м на північний захід від озера Тіху-Колмас-Ярв.